# Xavier Desandre Navarre
Xavier Desandre Navarre, dit XDN,  né à Paris le 11 octobre 1961, est un musicien de jazz, percussionniste et batteur français.

## Jeunesse
Xavier Desandre Navarre passe une grande partie de son enfance entre Paris et Aix-en-Provence, mais c'est une année passée avec sa famille en Iran qui éveille la passion du jeune homme pour la variété du spectre de rythmes offerts par les percussions. De retour en France, en 1975, il s'initie donc à la musique de manière académique en étudiant les percussions classiques au Conservatoire à rayonnement régional d´Aix-en-Provence. Parallèlement, il s'initie également aux percussions et rythmes brésiliens, de la samba au candomblé, aux côtés de Sylvio de Santana Jr. et de la musicologue et chef d'orchestre brésilienne Nicia Ribas D'Avila. Il se tourne ensuite rapidement vers le jazz, l'improvisation, les musiques africaines et cubaines; et se plaît à créer des ponts rythmiques entre ces différentes musiques.

## Carrière
En 1987, Xavier Desandre Navarre s'établit à Paris et commence sa carrière avec Laurent Cugny, au sein du Big Band Lumière pour une tournée européenne avec Gil Evans. Par la suite, en 1991, il intègre l'Orchestre national de jazz dirigé par Denis Badault. Parallèlement, il mène une carrière hyperproductive de sideman en jazz et musique de variété. Entre 1991 et 2012, Xavier Desandre Navarre dirige ou participe à l'enregistrement de plus de 150 CD et enregistrements dont certains sont entrés dans l'histoire de la musique en devenant disque d'or ou en recevant de prestigieuses distinctions. Le dernier en date est le cd qu'il enregistre avec la chanteuse coréenne Youn Sun Nah, consacré meilleur album jazz en 2010.
Xavier Desandre Navarre développe une identité musicale toute particulière par l'éclectisme des rythmes joués et harmonisés avec sa voix. Au fil de sa carrière, on le verra invité de l'Orchestre Symphonique de Tokyo, mais aussi aux côtés de Les Rita Mitsouko (qu'il accompagne dans une tournée française en 1994), Michel Jonasz, Manu Dibango, Yaron Herman, David Sanborn, Bireli Lagrène ou encore John Scofield, Michel Portal, Didier Lockwood et Stefano di Battista. Il est particulièrement apprécié des musiciens scandinaves avec lesquelles il multiplie les projets. Dans ce cadre, on le verra aux côtés du guitariste Ulf Wakenius, Niels Lan Doky, Lars Danielsson mais aussi de la chanteuse Caecillie Norby. Aussi à l'aise dans le jazz intimiste que dans la démesure de l'électro, il se produit en 2011 à la salle Pleyel, à Paris, aux côtés de Laurent Garnier avant d'investir le Grand Palais pour deux nuits consacrées à la musique électronique. Il se produit également dans divers spectacles et performances, notamment à l'occasion de l'année de la Turquie avec un concert au Jardin des Tuileries en 2009; à l'UNESCO en 2010 avec un projet intitulé Story of Earth and Water ou encore à l'Opéra de Lyon, à l'été 2012, où il présentera son projet solo Beat Body & Soul.
En 1998, il compose des musiques pour la cérémonie d'ouverture de la coupe du monde de football à Paris, et participe en 1999 à la création du label de production indépendant Peak Power. En 2013, il compose les percussions pour la chanson Remember Petalesharro, sortie sur l'album Universatile de Pablo Daniel Magee, pour le label Watch a Thought. 
Xavier Desandre Navarre s'illustre également dans l'univers de la composition cinématographique en écrivant de la musique pour les films Léon, de Luc Besson avec Jean Reno en 1994, ou encore Manolete de Menno Meyjes avec Penelope Cruz et Adrian Brody en 2008. Au fil de sa carrière, il compose également pour de nombreux reportages TV pour Canal+, Arte et France Télévision. Plus récemment, en 2011, il joue le rôle d'un musicien de jazz dans un téléfilm de Christophe Blanc consacré à la vie de Pierre Goldman.
Il participe au documentaire pour NETFLIX, "Gimme the beat". Panorama de portraits de percussionnistes à travers le monde.

## Chronologie (non exhaustive)
- 1987/88 :  Gil Evans & Big Band Lumière Dir° Laurent  Cugny : Tournée Européenne et enregistrements de deux CD.Universal
- 1991 / 1994 : Orchestre national de jazz Dir° Denis Badault : Tournées Européennes et enregistrement de trois CD.
- 1992 : Création du Concert Solo : « Tribalmopolite » au Festival Banlieues Bleues.
- 1993 : Charlie Haden & Liberation Orchestra, Concerts pour le festival Banlieues Bleues.
- 1993 : " Incroyable Jungle Beat ", CD Pasa Tempo OMD- Fair&Square Publishing
- 1994 : Les Rita Mitsouko : Tournée française et promotion de l’album « Systeme D ».
- 1994 : Iwao Furusawa (Soliste de l’orchestre Symphonique de Tokyo) : Tournée japonaise et Européenne.
- 1994 : Niels Lan Doky, Caecilie Norby, Lars Danielsson, Tournées, Concerts, Internationaux.  Enregistrements live & studio (Plusieurs sont devenus Disque D’Or et ont reçu des récompenses prestigieuses).
- 1995 / 1998 : Michel Portal, concerts et enregistrements studio.
- 1995 : " Incroyable Jungle Beat ", CD  Candy Bar - Disques Concord- Fair&Square Publishing
- 1997 : Tania Maria : Rejoint la pianiste de retour de NYC. Tournées et concerts internationaux (incl, Blue Note NYC).
- 1997 : « Dreaming With Open Eyes » Tournée et captation TV. Niels Lan Doky, David Sanborn, Randy Brecker, Lisa Nilsson, Terry Lyne Carrington, Gino Vanelli.
- 1998 : « Mundial 98 » enregistrement de musique de la cérémonie d’ouverture.
- 1999 : Concerts Littéraires XDN & Frederic Pagès. Concerts et enregistrements CD.
- 2000 : Manu Dibango, Tournées internationales, concerts et enregistrements Live et Studio (3 CD et DVD).
- 2000 : Sortie du CD « Zoom » Spicy & Trippy Jazz.
- 2003 : Lars Danielsson & Symphonic Orchestra, « Libera me » Concerts en Europe, enregistrements studio, TV live broadcasts.
- 2003 : Compositeur pour « Comptines et berceuses du Baobab » livre CD. Disque D’Or et Grand Prix de l’académie Charles Cros.
- 2004 : « Wishing Upon The Moon », XDN & Niels Lan Doky, Vietnam All Stars. Concerts internationaux (incl. Viet-Nam).
- 2005 : Julia Migenes « Alter Ego » & « Hollywood Divas » tournées internationales et concerts.
- 2005 : Carte Blanche du festival de Saint Germain à Paris, Nordic Connection X DN Quintet (feat Bobo Stenson, Nils Landgren, Caecilie Norby, Lars Danielsson.
- 2007 : Enregistrement et Création de "Écharper d'Iris" avec Edouard Ferlet
- 2008 : Youn Sun Nah. Début de collaboration avec la chanteuse Coréenne. Enregistrements de 3 CD, concerts et tournées internationales avec  Louis Winsberg (incl. Chine & Corée du Sud).
- 2009 : « Braining Storm » enregistrement studio et concerts avec les musiciens Belges Jean Louis Rassinfosse, Jean Philippe Collard Neven et Fabrice Alleman.
- 2009 : Album  "Voyage" avec Youn Sun Nah avec Ulf Wakenius et Lars Danielsson.
- 2010 : « The Strory Of Earth & Water » coproduction avec Niels Lan Doky d’un CD et concert en partenariat avec l’UNESCO pour le lancement de l’année de la biodiversité.
- 2010 : « Its Just Music » DVD Live du concert à la salle Pleyel avec Laurent Garnier.
- 2010 : Album  "Same Girl" avec Youn Sun Nah
- 2010 : XDN, Niels Lan Doky & The Daar-Es-Salam University Choir, Concert en Tanzanie pour le forum écologique de Copenhague.
- 2010 : Jacques Vidal Quintet, concerts et enregistrement studio sur la musique de Charles Mingus.
- 2011 : Création de son nouveau répertoire en solo BEAT BODY & SOUL.
- 2012 : Sortie du nouveau CD de Jean Pierre Mas « Juste Après» Cristal records / Harmonia Mundi
- 2012 : Production d’un livre-CD au Brésil avec des Slammeurs de Sao Paulo et des textes issus de la littérature afro-brésilienne.
- 2013 : Album  "Lento" avec Youn Sun Nah Disque d'or.
- 2014 : Album "In Pulse" Harmonia Mundi Xavier Desandre Navarre Quartet avec Stéphane Guillaume, Emil Spanyi, et Stéphane Kerecki. Guest Vincent Peirani.
- 2015 : "Wanderer Septet" création du contrebassiste Yves Rousseau avec Régis Huby produit par le Théâtre 71 Scène Nationale de Malakoff autour du répertoire de Franz Schubert.
- 2016 : Tournée "Wanderer" et "In Pulse" création de "Pasionaria" (chants et mots de la guerre d'Espagne) coproduit par le Théâtre de Nîmes.
- 2017 : Professeur invité pour l'Académie de Hautbois internationale dirigée par Jean-Luc Fillon
- 2017 : Concert création : "L'Épopée de Gilgamesh" avec Abed Azrié.
- 2017 : "Wanderer" tournée en Chine.
- 2018 : Artiste créateur en résidence au Théatre de Mlakoff (Scène Nationale)
- 2018 : Création du repertoire IN PULSE 2
- 2018 : Création du nouveau répertoire Xavier Desandre Navarre "Beat Body & Soul" solo concert
- 2019 : Enregistrement d'IN PULSE 2
- 2020 : Création de la pièce "AKZAK" '(danse contemporaine)
- 2020 : Enregistrement d "AKZAK" musique de la chorégraphie D'Héla Fattoumi et Eric Lamoureux
- 2020 : Sortie du CD Xavier Desandre Navarre "IN PULSE 2"
- 2020 : Tournée Xavier Desandre Navarre "IN PULSE 2"
- 2020 : sortie du CD "AKZAK" musique de la chorégraphie D'Héla Fattoumi et Eric Lamoureux
- 2020 : Enregistrement de "Raphael Lemonnier & La Trova project"
- 2020 : Composition de la musique du film "Le fou, le psy, et la pasteure" de Julie Clavier
- 2020 : Tournée "AKZAK" (Europe, Burkina Faso)
- 2021 : Tournée "AKZAK" (Europe, Maroc, Tunisie, Egypte)
- 2021 : Tournée "La Trova Project"

## Discographie (non exhaustive)

### En tant que Leader
- Xavier Desandre Navarre "AKZAK" musique de la chorégraphie D'Héla Fattoumi et Eric Lamoureux
- Xavier Desandre Navarre / « IN PULSE 2 » Crystal Records
- Xavier Desandre Navarre / « IN PULSE » Jazz Village / harmonia mundi JV 570043
- Xavier Desandre Navarre / « Zoom » Peak Power DES 02
- Xavier Desandre Navarre / Frédéric PAGES / « Récits du Sertão Peak » Power DES 03 / Le Grand Babyl / Textes mis en musique de l’écrivain brésilien João Guimarães Rosa
- Xavier Desandre Navarre / Frédéric PAGES / « Cobra Norato » Grand Babyl Prod° GB 05 / Textes mis en musique de l’écrivain brésilien Raul Bopp.
- Édouard Ferlet 4tet / « L’Écharpe d’iris » Mélisse (France)
- BRAINING STORM / JL Rassinfosse, F Alleman, JP Collard Neven & X DN (Fuga Libera)
- HOPEN COLLECTIVE / « French Dub Connection » Echo Beach 022 (Allemagne). / Feat: Cyril Ateff, Jean Phi Dary, Noël Ekwabi, Pascal Mikaelian, Eddy Delaumenie, Glaucus Linx de Oliveira.

### Comme Sideman (Liste non exhaustive)
- Raphael Lemonnier "La Trova Project"
- Youn Sun Nah : “Lento” ACT Music
- Youn Sun Nah :  “Same Girl” ACT Music
- Youn Sun Nah : “Voyage” ACT Music
- Youn Sun Nah :  “Memory Lane “  Seoul records / Hub Music (Corea).
- Niels Lan Doky : “Haïtek Haïku“ Universal / Emarcy 548 410-2 UN 900 / Guest and produced by Gino VANELLI /
- Niels Lan Doky : "Asian Sessions" Universal / Emarcy 546 656 2 / Feat : Paul Wertico, Beijing Symphonic Orchestra et Thanh Lam (chanteuse vietnamienne)
- Niels Lan Doky : 4tet “ Polygram / Verve 559 087-2 / Feat: Lars Danielsson, Jeff boudreaux /
- DOKY BROTHERS : 2  Blue note records 7243 8564582 2 / Feat : Al Jarreau, Dianne Reeves, Bill Evans, John Scofield
- Manu Dibango : “Lion Of Africa” DVD / CD Globalmix ( London). Live at the Brabican.
- Manu Dibango : "Mboa' Su" /
- Manu Dibango : "Kamer Feelin" JPS Prod° JPS 64
- Lars Danielsson : “Melange Bleu” ACT music.
- Lars Danielsson :  “Libera me” ACT music./ Feat: Dave Liebman, Nils Peter Molvaer
- Lars Danielsson : “Northern Lights”  recorded live in Leipzig,Germany./feat: Nils Peter Molvaer, Eyvind Aarset, Jan Bang, Roberto Di Gioia.
- Rick MARGITZA : “Bohemia” Nocturne Prod° / Feat:Laurent De Wilde, Ricardo Del Fra, Baptiste Trotignon…
- Caecillie Norby : « Arabesque » ACT records
- Caecillie Norby : « Slow Fruit » CPH records
- Caecillie Norby : «London/Paris » Live, Copenhagen Records CPHREC 001
- Caecillie Norby : “First Conversation” Universal
- Caecillie Norby : "Queen Of Bad Excuses" Blue Note records./ Feat : J.Scofield, B.Hart, Lars Danielsson, Ulf Wakenius….
- Aldo Romano : “Origines” Dreyfuss Jazz
- Jean-Pierre Mas : "Juste après" Cristal records
- Jean-Pierre Mas : «(H)Ombre » / Feat Claude Nougaro, Didier Lockwood, Daniel Mille…
- Magic Malik : " HWI Project " Salam aleikoum / Warner 176542/9
- ORCHESTRE NATIONAL DE JAZZ, (ONJ) dirigé par Denis Badault : " Bouquet Final " recorded live Label Bleu,LBLC 6571
- ORCHESTRE NATIONAL DE JAZZ, (ONJ) dirigé par Denis Badault : " Monk / Mingus / Ellington " Label Bleu /LBLC 6562
- ORCHESTRE NATIONAL DE JAZZ, (ONJ) dirigé par Denis Badault : " A Plus Tard " Label bleu LBLC 6554
- Laurent CUGNY Big Band LUMIERE : “ Sanatander” Polygram /Emarcy 843 266 2 Feat B. Lagrenne / « Dromesko » Emarcy
- Gil Evans / Laurent Cugny Big Band LUMIERE : “Golden Hair " Polygram / Emarcy 863 401
- Gil Evans / Laurent Cugny Big Band LUMIERE :  “The Complete Recordings” Emarcy 833 794  Recorded during the longest and the latest Gil EVANS tour in Europe in 1987
- Gil Evans / Laurent Cugny Big Band LUMIERE : " Rythm A Ning " Polygram Jazz / Emarcy 863 401
- Phil JL Robert, BoOgAloO ZoO/ Feel_time Music 201512  2017
- Tony COE, Xavier Desandre Navarre, Scott ROBINSON  TRIO : " Impressions of  Schindler’s List " 3361 BLACK / NEC : NACJ 1012

### Collaborations avec des musiciens de variétés
- Richard Gotainer : D'Amour et d'Orage (1993)
- Alan Stivell : Brian Boru (1995)
- Manu Dibango : Mboa'Su (2000) Kamer Feeling (2003) Lion Of Africa CD, DVD Live (2006)
- Michel Jonasz : Olympia 2000 (2001)

## Collaborations live et enregistrements (non exhaustif)
Entre autres, XDN a collaboré avec Youn Sun Nah, Gil Evans, David Sanborn, Randy Brecker, Charlie Haden & Liberation Orchestra, John Scofield, Michel Portal, Yaron Herman, Leszek Mozdzer, Joachim Kühn, Markus Stockhausen, Christof Lauer, Aldo Romano, Rick Margitza, Baptiste Trottignon, Tania Maria, Paolo Fresu, Orchestre national de jazz ONJ, Jacky Terrasson, Bugge Wesseltoft, Daniel Yvinnec, Ulf Wakenius, Lars Danielsson, Niels Lan Doky, Nils Landgren, Laurent Cugny & Big Band Lumière, Manu Dibango, Jazz Baltica Ensemble, WDR Symphonic Orchestra, Tokyo Symphonic Orchestra, Tivoli Symphonic Orchestra, Les Rita Mitsouko, Incroyable Jungle Beat, Victoria Tolstoï, Caecillie Norby, Gino Vanelli, Toots Thielmans, Claude Nougaro, Cyril Atef, Didier Lockwood, Nils Peter Molvaer, Jan Bang, Andy Emler, Cheb Mami, Safy Boutela, Baaziz, Dominic Miller, Jean-Philippe Collard-Neven, Jean-Louis Rassinfosse, Fabrice Alleman, Juliette Greco, Okay Temiz, Prabhu Edouard, Bobo Stenson, Dave Liebman, Jean-Pierre Mas, Jon Balke, John Paricelli, Vincent Segal, Hopen Collective, Alain Jean-Marie, Louis Winsberg, Terri Lyne Carrington, Pierre Boussaguet, Jacques Vidal, Pierrick Pedron, Paul Wertico, Palle Mikelborg, Leon Parker, Boy Gé Mendes, Teco Cardoso, François Moutin, Lelo Nazario, Dudu Trentin, Stephane Belmondo, Lionel Belmondo, Eric Legnini, Stephano Di Battista, Julia Migenes, Edouard Ferlet, Mads Winding, Alex Riel, Baba Maal, Omar Sosa, Nguyen Lé, Courtney Pine, London Gospel Choir, Michel Jonasz, Crazy B, Jean-Phi Dary, Baco Mikaelian, Bireli Lagrène, Al Jarreau, Dianne Reeves, Bill Evans, John Scofield, Laurent Garnier, Janos Naguy, Gergo Borlai, Dominique Di Piazza, Raphael Lemonnier, Darian Turkan, Phil JL Robert BoOgAloO, Héla Fattoumi et Eric Lamoureux